# The Click
The Click — реп-гурт, який складався з чотирьох учасників. Після талант-шоу в Ґремблінгському державному університеті, репер E-40 та його двоюрідний брат B-Legit вирішили зайнятися музичною кар'єрою. Згодом гурт переїхав назад до міста Вальєхо, де вони об'єдналися з D-Shot, братом E-40, щоб сформувати групу MVP (Most Valuable Players). Пізніше до гурту увійшла Suga-T, сестра E-40, і група змінила назву на The Click. Дядько E-40, Сейнт Чарльз, який співав ґоспел, допоміг їм з випуском платівки.
Гурт видав три студійних альбоми та один міні-альбом «Let's Side». За час свого існування група співпрацювала з багатьма виконавцями та гуртами: A-1, Celly Cel, Funk Mobb, Levitti, Little Bruce, Mac Shawn, The Mossie та ін.

## Дискографія
| Рік  | Назва                 | Чартові позиції | Чартові позиції |
| Рік  | Назва                 | США             | US R&B          |
| ---- | --------------------- | --------------- | --------------- |
| 1991 | Let's Side            | —               | —               |
| 1992 | Down and Dirty        | —               | 87              |
| 1995 | Game Related          | 21              | 3               |
| 2001 | Money & Muscle        | 99              | 23              |
| 2003 | The Best Of The Click | —               | —               |